# Aeroporto de Åre-Östersund
O Aeroporto de Åre-Östersund (em sueco:  Åre Östersunds flygplats e em inglês:  Åre Östersund Airport; código IATA: OSD, código ICAO: ESNZ) está localizado na ilha de Frösön, a 11 km a oeste da cidade de Östersund e a 90 km a leste da localidade turística de Åre, na província da Jämtland, no norte da Suécia.
Tem ligacões regulares com Estocolmo, Umeå e Londres, e charters turísticos para Rodes, Creta, Maiorca, Split e Burgas.

Recebeu 473 500 passageiros em 2019.

A ligação de autocarro (ônibus) ao centro de Östersund leva uns 10 minutos e à localidade turística de Åre cerca de 1 hora.

Cerca de 100 pessoas trabalham neste aeroporto.

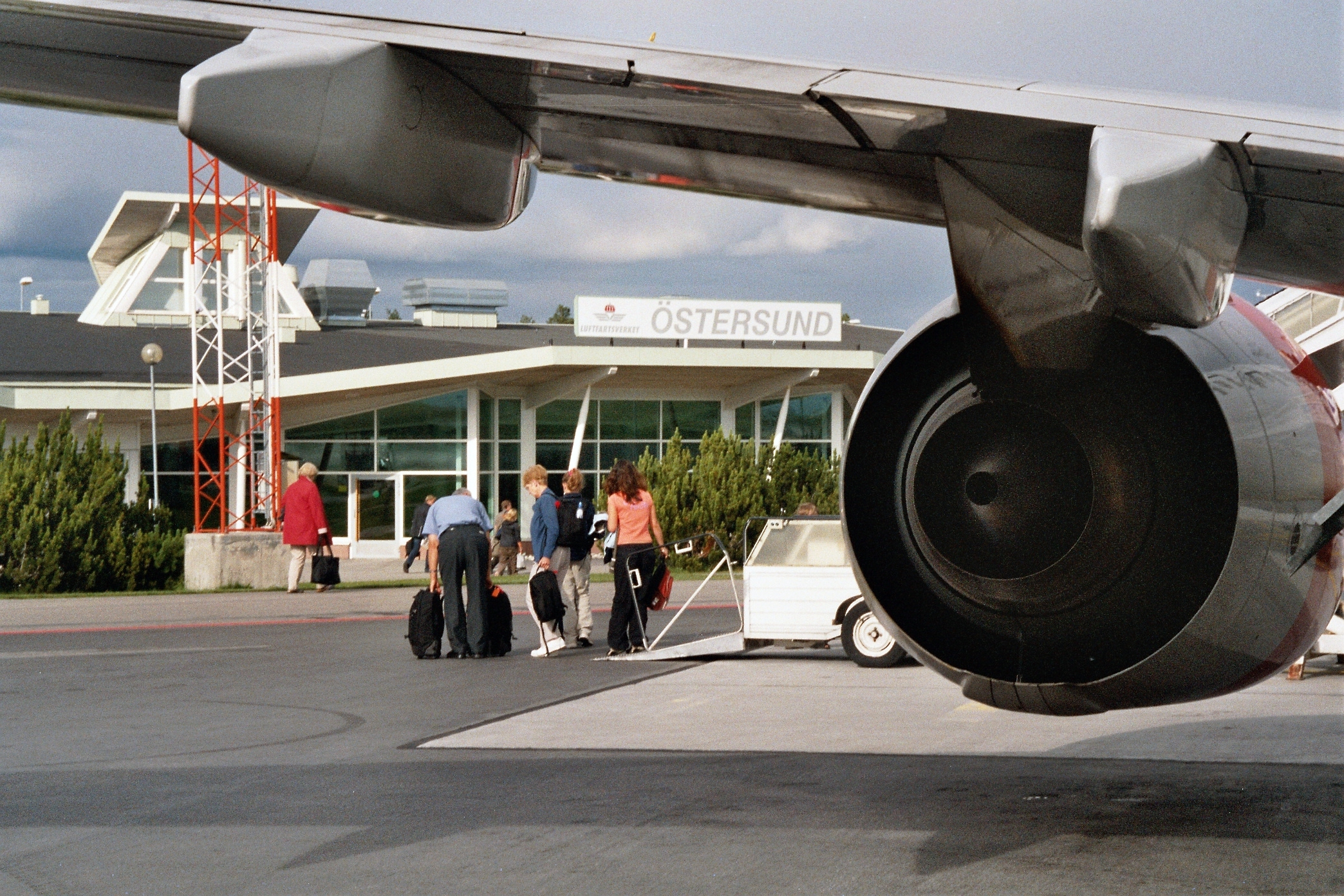
Terminal do aeroporto
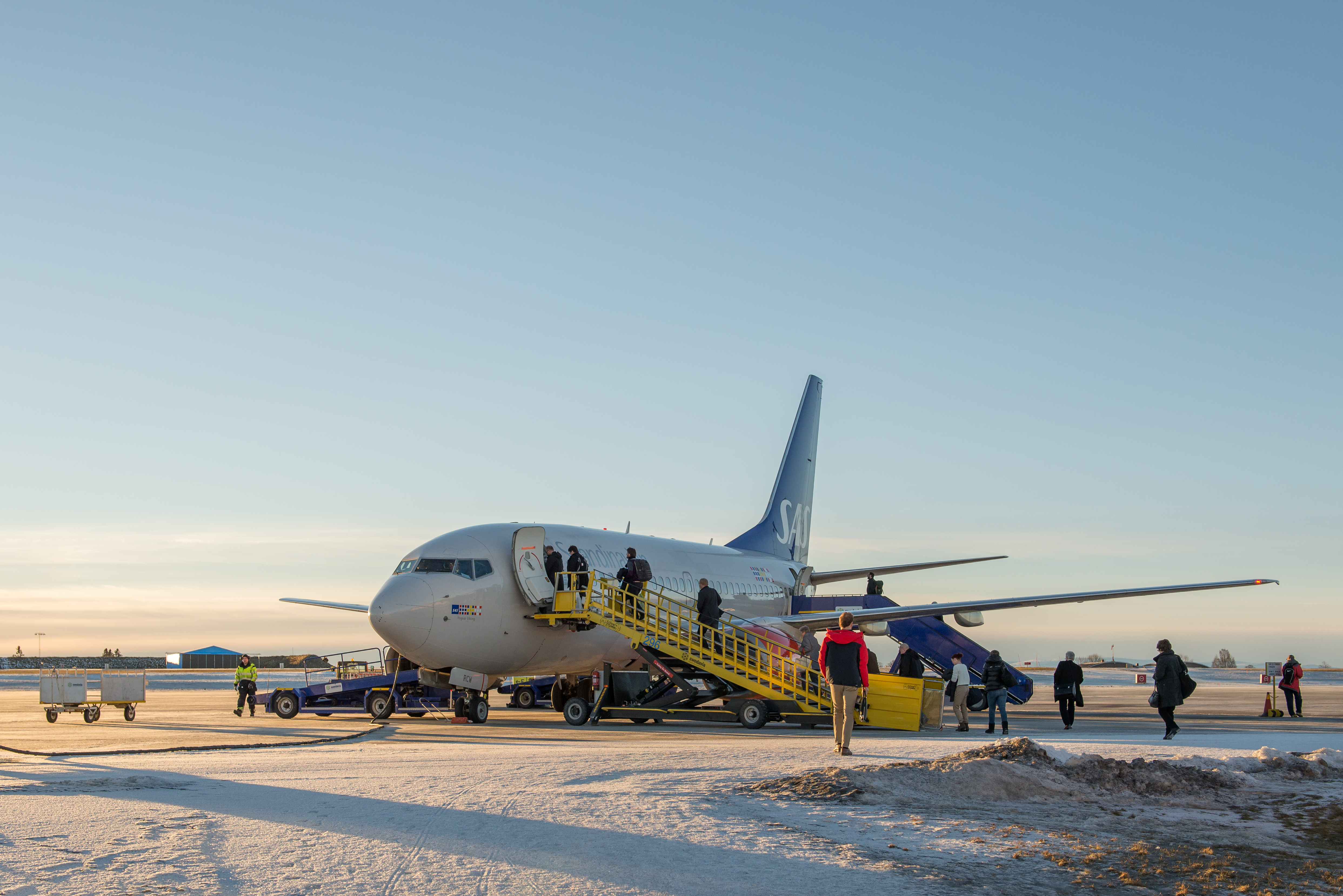
Embarque de passageiros